# Frederico Ferreira de Simas
Frederico António Ferreira de Simas ComC • GCC • CvA • ComA • GOA • ComSE (Lisboa, 11 de Maio de 1872 — Lisboa, 7 de Outubro de 1945) foi um oficial de Artilharia do Exército Português, pedagogo e político que, entre outras funções de relevo, foi deputado e senador no Congresso da República, Ministro da Instrução Pública do 8.º governo republicano (em funções de 12 de dezembro de 1914 a 25 de janeiro de 1915) e do 12.º governo republicano (em funções de 29 de novembro de 1915 a 15 de março de 1916) e Ministro do Comércio e Comunicações do 42.º governo republicano (em funções de 15 de fevereiro a 1 de julho de 1925). Foi entre 1919 e 1941 diretor do Instituto Feminino de Educação e Trabalho, hoje o Instituto de Odivelas, sendo considerado um dos mais notáveis pedagogos portugueses do seu tempo. Foi maçon.

## Biografia
Frederico António Ferreira de Simas nasceu em Lisboa, filho de António do Carmo Ferreira de Simas (1847 - 1920), de ascendência açoriana, e de sua mulher Narcisa Hermínia de Abreu e Jesus (1844 - 1897), neto paterno de António Ferreira de Simas (1800 - 1863), professor do Colégio dos Nobres e comendador da Ordem Militar de Cristo, e de sua mulher Maria do Carmo de Oliveira e Costa (1823 - 1886) e neto materno de António Pedro de Jesus e de sua mulher Leocádia Cassiana de Abreu.

### Carreira militar
Concluiu os preparatórios da Escola Politécnica, tendo sido premiado nos anos lectivos de 1890-1891 e 1891-1892. Ingressou no curso de engenharia industrial, no Instituto Industrial e Comercial de Lisboa, mas optou por uma carreira de oficial do Exército Português. Fez a sua formação na Escola do Exército e um percurso militar na arma de Artilharia, ocupando os postos de tenente (1894), capitão (1911), major (1917), tenente-coronel (1918) e, finalmente, coronel (1922), posto em que terminou a carreira. No posto de tenente fez o curso de Estado-Maior de Artilharia. Em 1913 comandou o Grupo de Artilharia Pesada n.° 2.
Na sua carreira militar, desempenhou várias missões técnico-militares em vários países da Europa e participou em numerosas comissões e missões ao estrangeiro, nomeadamente durante a Primeira Guerra Mundial. Em 1915 presidiu a uma comissão de oficiais do Exército enviada  presidia, ao estrangeiro, a fim de adquirir munições de artilharia e infantaria. Em 1916, foi encarregado de ir a Londres conferenciar com representantes do Estado Maior britânico e do Ministério da Guerra do Reino Unido da Grã-Bretanha e Irlanda. Nessa sua estadia em Londres foi recebido  pelo Ministro da Guerra britânico, o marechal-de-campo Herbert Kitchener, com quem conferenciou sobre problemas relativos ao esforço de guerra português.
Durante a sua estadia em Londres, foi nomeado presidente da delegação portuguesa na Comissão Internacional de Abastecimentos, assumindo, depois, o cargo de adido militar de Portugal em Londres, aí se conservando até 1917. Pelo exercício dessas funções foi agraciado com o grau de cavaleiro da Ordem de São Miguel e São Jorge, distinção outorgada pelo rei Jorge V do Reino Unido. Em 1919, foi nomeado para adido militar em Washington, mas não chegou a ocupar o lugar, por entretanto ter sido nomeado director do então Instituto Feminino de Educação e Trabalho, de Odivelas, do qual era professor e inspector da instrução desde 1910.
Fez parte de quase todas as comissões técnicas da arma de Artilharia, nomeadamente da Comissão de Químicos encarregada do estudo científico da química das pólvoras sem fumo. Foi químico-analista no Depósito Central de Fardamentos e vogal da Comissão dos Explosivos desde 1913 até passar à reforma. 
Por escolha do Ministério do Comércio e Comunicações da Ditadura Nacional, em 1930 foi nomeado presidente da comissão encarregada de estudar a possibilidade de instalar uma fábrica de adubos em Portugal. Foi, ainda, vogal em diferentes comissões de estudo.
Em 1931, num processo conturbado, falhou a promoção a general e passou à situação de reserva no posto de coronel.

### Ação política
No campo político foi filiado no Partido Republicano Português. Após a cisão daquele partido, foi militante do Partido Democrático, que representou como deputado ao Congresso da República, eleito em 1915 pelo círculo eleitoral de Faro. Também exerceu as funções de senador, desta feita eleito pelo círculo eleitoral da Guiné Portuguesa.
Durante a Primeira República Portuguesa foi também Ministro da Instrução Pública no 8.º governo republicano, presidido por Vítor Hugo de Azevedo Coutinho, em funções de 12 de dezembro de 1914 a 25 de janeiro de 1915. Voltou ao cargo de Ministro da Instrução Pública no 12.º governo republicano, presidido por Afonso Costa, em funções de 29 de novembro de 1915 a 15 de março de 1916, data em que o gabinete foi exonerado para dar lugar ao chamado Governo da União Sagrada, constituído em consequência da Declaração de Guerra do Império Alemão a Portugal, ocorrida em 9 de março de 1916.. Já na fase final da Primeira República Portuguesa, voltou ao governo, desta feita como Ministro do Comércio e Comunicações, no gabinete do 42.º governo republicano, presidido por Vitorino Guimarães, em funções de 15 de fevereiro a 1 de julho de 1925.

### Professor e pedagogo
Embora tenha exercido funções especificamente militares, próprias da sua carreira de oficial de Artilharia, desde cedo se dedicou à educação, área em que se veio a notabilizar. 
A partir de 1901 foi professor da então Escola do Exército, a atual Academia Militar. Precedendo concurso, foi nomeado lente adjunto daquela escola (a partir de 1914), lugar que conservou até 1927. Na Escola do Exército regeu várias cadeiras, entre as quais as de Explosivos, de Fabrico de Material de Guerra e de Balística,. O Conselho Escolar daquele estabelecimento encarregou-o, em maio de 1914, de ir estudar as organizações das escolas militares dos Países Baixos, Dinamarca e Grã-Bretanha e Irlanda.
Entre 1909 e 1910 foi director interino da Escola Normal Primária de Lisboa (na vertente para o sexo feminino, também conhecida como Escola Normal Feminina de Lisboa). Foi director da Escola Normal Feminina de Lisboa (a partir de 1910 e até à sua fusão com a Escola Normal Primária de Lisboa) e professor da referida Escola Normal Primária de Lisboa, inspector pedagógico do Liceu Pedro Nunes e, em 1911, vogal da Comissão de Organização do Ensino Primário, entidade responsável pela elaboração dos programas do mesmo ensino e de escolher o material necessário para as Escolas Primárias Superiores. Desempenhou também funções de organização, inspecção e elaboração de programas dos ensinos liceal, técnico e de formação de professores do ensino primário.
Teve ainda, em vários períodos, outras funções pedagógicas, entre as quais as de membro do Conselho Tutelar e Pedagógico dos Exércitos da Terra e Mar, o órgão responsável pela coordenação dos estabelecimentos escolares militares. Como professor e pedagogo, desempenhou numerosas comissões de serviço, tanto em Portugal como no estrangeiro, e ocupou diversos lugares no sector da educação.
Interessado pela pedagogia, foi figura de relevo do pensamento pedagógico português, sócio e membro da direcção da Sociedade de Estudos Pedagógicos, tendo produzido diversas intervenções nas suas assembleias-gerais. Foi também membro da Société de biotypologie de France. Publicou numerosos trabalhos sobre assuntos pedagógicos nas revistas da especialidade. Colaborou também em diversos jornais diários, entre os quais O Século. Em repetidas conferências, debateu o problema da situação social da mulher. Tendo colaborado com frequência na imprensa geral e especializada em educação, deixou uma vasta obra dispersa em múltiplos periódicos, com destaque para artigos sobre pedagogia e educação, tendo sido colaborador frequente do semanário pedagógico O Educador. Foi um dos colaboradores da Revista Militar, tendo também colaborado na revista Atlântida (1915-1929).  
Em 1910 foi nomeado professor do Instituto de Odivelas, passando a seu director em Abril de 1919, cargo que exerceu até 1941. No exercício destas funções destacou-se pela sua energia e vontade de bem servir as alunas ali internas, optando por uma pedagogia inovadora e próxima, fazendo do Instituto uma instituição moderna no contexto do ensino em Portugal. Foi professor, inspector de instrução e, a partir de 1919, director do Instituto Feminino de Educação e Trabalho, cargo que manteve até 1941. 
Foi director do Instituto de Odivelas entre 1919 e 1941, exercendo a partir da instituição uma importante influência reformista, pondo em execução alguns dos conceitos da Educação Nova, onde se conservou durante 23 anos, realizando uma obra notável a todos os títulos, marcando decisivamente a instituição pelo seu estilo de liderança, pelas concepções relativas à educação feminina e pelo projecto de concretização duma pedagogia experimental. Em 1941, assumiu a vice-presidência do Conselho Tutelar dos Exércitos de Terra e Mar, deixando, então, de ser director do Instituto de Odivelas.
Foi, ainda, professor do Instituto Industrial e Comercial de Lisboa, de onde transitou para o Instituto Comercial de Lisboa (de 1913 a 1942), no qual deu a sua última lição a 11 de maio de 1942, por ter atingido o limite de idade. Foi também vogal do Conselho Superior do Ensino Técnico.

### Outras
Foi iniciado na Maçonaria em data desconhecida de 1910, na Loja Pureza, de Lisboa, afecta ao Grande Oriente Lusitano Unido, com o nome simbólico de Berzelius. Pertenceu, a partir de 1927, à Loja Simpatia e União, de Lisboa, afecta ao Grande Oriente Lusitano Unido.
Foi agraciado com o grau de cavaleiro da Ordem Militar de Avis a 28 de setembro de 1905. A 15 de Fevereiro de 1919, com o posto de tenente-coronel, foi feito comendador da Ordem Militar de Sant'Iago da Espada, a 17 de maio de 1919 foi feito comendador da Ordem Militar de Avis e a 28 de junho de 1919 foi feito comendador da Ordem Militar de Cristo. A 5 de outubro de 1923 foi elevado a grande-oficial da Ordem Militar de Avis e a 16 de outubro de 1924 foi elevado a grã-cruz da Ordem Militar de Cristo.
Casou com Maria da Assunção Formosinho Patrício Álvares (1875 - 1954), filha de António Maria Patrício Álvares (1846 - 1891), Escrivão de Direito, e de sua mulher Luzia Rodrigues Formosinho (1854 - 1930), neta paterna de Manuel Patrício Álvares e de sua mulher Maria Clara da Assunção Pujol (? - 1887), de ascendência catalã, e neta materna de Sebastião Rodrigues Formosinho e de sua mulher Ana Gomes Pablo (1826 - 1893), de ascendência espanhola. Foram pais de Maria Frederica Patrício Álvares Ferreira de Simas (Lisboa, São Mamede, 2 de janeiro de 1905 - Lisboa, Lumiar, 4 de janeiro de 1994), diplomada com o curso da Escola de Belas-Artes de Lisboa e tradutora, casada com Francisco Alberto de Almeida Alves de Azevedo (Lisboa, São Paulo, 21 de junho de 1907 - Lisboa, São Francisco Xavier, 8 de janeiro de 1992).
O coronel Frederico Ferreira de Simas faleceu em Lisboa em 7 de Outubro de 1945, com 73 anos de idade, quatro anos após a exoneração da direcção do Instituto Feminino de Educação e Trabalho.